# Zeev Baran
Zeev Baran (ur. 1935 w Wilnie, zm. 27 marca 2025) – izraelski architekt, honorowy konsul RP w Jerozolimie.

## Życiorys
Po wojnie mieszkał w Łodzi, później przeniósł się do Francji, a następnie do Izraela. Walczył w wojnie Jom Kipur. Ukończył studia na politechnice w Hajfie. Pracował jako architekt. W 1999 został konsulem honorowym RP w Jerozolimie (od 2012 w randze honorowego konsula generalnego). Funkcję tę pełnił do 31 grudnia 2024. Był również profesorem wizytującym Politechniki Wrocławskiej.
W 2002 otrzymał dyplom za wybitne zasługi dla Polski na świecie, a w 2013 został odznaczony Krzyżem Komandorskim Orderu Odrodzenia Polski. Był zaangażowany w odnowienie polskiej kwatery na katolickim cmentarzu parafialnym na Syjonie w Jerozolimie w 2006 roku.

## Rodzina
Ojcem Zeeva był Eliasz Baran ps. Edyp, żołnierz Armii Krajowej, który poległ w 1943. Podczas okupacji wspierał wysiłki na rzecz uwolnienia z gestapo Bronisława Komorowskiego, stryja późniejszego prezydenta RP.